# گابریل مکت
گابریل اس. مَکْت (به انگلیسی: Gabriel S. Macht) یک بازیگر آمریکایی است.
مَکْت بیشتر برای بازی در فیلم روح شناخته می‌شود.
از نقش‌های مهم اخیرش می‌توان به بازی در نقش هاروی اسپکتر در مجموعهٔ تلویزیونی سوتس، که از شبکهٔ یواس‌ای نتورک پخش می‌شود، اشاره کرد.

## بخشی از فیلم‌شناسی

### سینمایی
| سال  | عنوان                          | نقش              | توضیحات                                                            |
| ---- | ------------------------------ | ---------------- | ------------------------------------------------------------------ |
| ۱۹۹۸ | چیز مورد علاقه من              |                  |                                                                    |
| ۱۹۹۹ | به سادگی غیرقابل مقاومت        |                  |                                                                    |
| ۲۰۰۱ | پشت خطوط دشمن                  |                  |                                                                    |
| ۲۰۰۲ | گروه ناجور                     | Officer Seale    |                                                                    |
| ۲۰۰۳ | تازه‌کار                        | Zack             |                                                                    |
| ۲۰۰۳ | قانون‌شکنان آمریکایی            |                  |                                                                    |
| ۲۰۰۴ | دزدی بزرگ پارسونز              |                  |                                                                    |
| ۲۰۰۴ | ترانه عاشقانه‌ای برای بابی لانگ | Lawson Pines     |                                                                    |
| ۲۰۰۶ | چوپان خوب                      | John Russell Jr. | جشنواره بین‌المللی فیلم برلین for Outstanding Artistic Contribution |
| ۲۰۰۷ | برای اینکه من گفتم             | Johnny           |                                                                    |
| ۲۰۰۸ | روح                            |                  |                                                                    |
| ۲۰۰۹ | بوران                          | Robert Pryce     |                                                                    |
| ۲۰۰۹ | مردان متوسط                    |                  |                                                                    |
| ۲۰۱۰ | عشق و داروهای دیگر             | Trey Hannigan    |                                                                    |

### تلویزیونی
| سال       | عنوان     | نقش            | توضیحات                      |
| --------- | --------- | -------------- | ---------------------------- |
| ۱۹۹۸      | سکس و شهر | Barkley        | اپیزود: "Models and Mortals" |
| ۲۰۱۱–۲۰۱۹ | سوتس      | Harvey Specter | Lead role, also producer     |